# مارشال غلين
مارشال غلين (بالإنجليزية: Marshall Glenn) هو مدرب كرة سلة أمريكي، ولد في 22 أبريل 1908 في إلكينز في الولايات المتحدة، وتوفي في 11 أكتوبر 1983.

## وصلات خارجية
- مارشال غلين على موقع كلية كرة السلة في سبورتس رفرنس.كوم (الإنجليزية)